# バサントパンチャミ
バサントパンチャミとは、毎年1月～2月の5日に行われる、ヒンドゥー教の女神で学問・芸術の神であるサラスワティに敬意を表して行われる祭り。インド国内では地域によって祝い方が異なる。祭りの日に、子供に初めて文字を書かせる地域もある。